# Virtual Boy Wario Land
Virtual Boy Wario Land (バーチャルボーイワリオランド アワゾンの秘宝?, Bācharu Bōi Wario Rando Awazon no Hihō, lett. "Wario Land per Virtual Boy - Il tesoro segreto delle Awazon") fu pubblicato da Nintendo per la sua sfortunata console Virtual Boy nel 1995. Ha come protagonista Wario in un'avventura platform abbastanza simile alla maggior parte dei suoi ruoli da protagonista. La storia inizia quando Wario si sveglia da un sonnellino nella giungla e vede un gruppo di mostri mascherati. Li insegue fino ad una caverna dietro una cascata e scopre un tesoro enorme. Quando Wario cerca di rubarlo, scatta una trappola, e lui finisce in un enorme labirinto sotterraneo. Il giocatore deve aiutare Wario a scappare dal labirinto, mentre ruba il più possibile dal tesoro. Virtual Boy Wario Land è generalmente considerato uno dei migliori giochi, se non il migliore, per il Virtual Boy.
All'inizio il gioco doveva chiamarsi "Wario Cruise", nome che comparve nella scatola della console e sulla rivista Nintendo Power. Il nome venne cambiato poco prima dell'uscita del gioco.

## Modalità di gioco
Virtual Boy Wario Land per Virtual Boy è molto simile agli altri platform di Wario. Come in Wario Land: Super Mario Land 3, Wario può collezionare diversi oggetti, ognuno dei quali lo fornisce di un cappello che gli dà poteri particolari. Il Dragon Hat (Cappello del Drago) permette a Wario di usare un lanciafiamme contro i nemici, ma ha bisogno di un certo periodo di tempo per ricaricarsi. Il Bull Helmet (Cappello del Toro) rende la sua carica di attacco più veloce e lo rende molto più potente nello schiacciare a terra, utile per sconfiggere nemici e rompere blocchi. L'Eagle Hat (Cappello dell'Aquila) gli permette di volare a mezz'aria. Combinando il cappello dell'aquila con quello del drago, Wario ottiene il King Dragon Hat (Cappello del Re Drago) con i poteri dei tre cappelli. In ogni livello, Wario deve collezionare tesori e trovare una chiave per sbloccare l'ascensore per il livello successivo. Inoltre, come negli altri giochi, il giocatore può trovare diversi tesori nascosti nei livelli per aumentare il suo punteggio. Ci sono anche alcuni mini-giochi tra i livelli, nei quali Wario può scommettere con il malloppo che ha acquisito fino a quel punto.
Il gioco cercava di incorporare la tecnologia del Virtual Boy. Per esempio, molti livelli hanno più aree posizionate nel loro sfondo. Con l'aiuto di blocchi speciali in certi luoghi, i giocatori possono mandare Wario in questi posti, il che sembra strano visto la possibilità del Virtual Boy di mostrare oggetti e aree in tre dimensioni. Questi trucchi visivi diedero grande profondità e dettaglio al gioco e sono ripetuti più volte in situazioni come lo scontro con i boss, dove un attacco può arrivare dalla parte dello schermo, fermandosi a poca distanza dagli occhi del giocatore. La canzone a 19 toni di Kazumi Totaka è nascosta alla fine del gioco.

## Accoglienza
ScrewAttack e Gametrailers hanno considerato Virtual Boy Wario Land  come l'unico buon gioco del Virtual Boy.